# Trichospermum tabascanum
Trichospermum tabascanum är en malvaväxtart som först beskrevs av Thomas Archibald Sprague, och fick sitt nu gällande namn av André Joseph Guillaume Henri Kostermans. Trichospermum tabascanum ingår i släktet Trichospermum och familjen malvaväxter. Inga underarter finns listade i Catalogue of Life.